# Raïon de Valouïki
Le raïon de Valouïki (en russe : Валуйский район ; transcription : Valouiky rayón) est l'un des vingt-et-un raïons de l'oblast de Belgorod, dans le district fédéral central de la Russie. Son centre est la ville de Valouïki.

## Histoire
Viatcheslav Gladkov, le gouverneur de l'oblast de Belgorod (ru), a déploré en août 2023 les bombardements répétés du village de Lavy, situé dans le raïon de Valouïki.